# Harold Ahern
Hon. Harold Daniel Ahern (* 14. September 1903 in Australien; † 17. Juli 1987 in Mosman, New South Wales) war ein australischer Politiker, der zwischen 1949 und 1973 Mitglied im Parlament von New South Wales war.

## Leben
Harold Daniel Ahern absolvierte ein Studium der Ingenieurwissenschaft am Royal Melbourne Institute of Technology (RMIT) sowie an der Universität Sydney. Er war danach als Ingenieur tätig und engagierte sich in Berufsorganisationen wie der Institution of Engineers sowie als Fellow des Institute of Engineers. Er war als Ingenieur für ländliche Entwicklung des Ministeriums für öffentliche Arbeiten tätig. Er erwarb zudem 1944 ein Diplom in Verwaltungswissenschaften und wurde Fellow des Royal Institute of Public Administration (RIPA). Anschließend war er für die British Houston Company tätig und wurde 1949 leitender Angestellter der Stromversorgungsgesellschaft Electric Light and Power Supply Corporation.
1945 gehörte er zu den Gründern der Liberal Party of Australia in Balmoral und wurde Vorsitzender dieses Ortsverbandes. Am 23. April 1949 wurde er für die Liberal Party erstmals Mitglied im Parlament von New South Wales und war nach seiner Bestätigung am 6. März 1961 bis zum 22. April 1973 24 Jahre lang indirekt gewähltes Mitglied des Legislativrates (New South Wales Legislative Council). Aufgrund seiner Verdienste wurde ihm das Prädikat The Honourable verliehen. Er fungierte zudem von 1964 bis 1965 als Direktor der Stromversorgungsgesellschaft Hawkesbury Development Company Limited. Aus seiner am 8. August 1938 geschlossenen Ehe mit Bertha Wilhelmina Prismall gingen zwei Söhne hervor.

## Veröffentlichung
- Enlarging Our Powers of Self-Government, 1951